# La Escuela de Humanidades y Ciencias Sociales de la Universidad Khazar

## Historia
La idea de Escuela de Humanidades fue desarrollada un año después de establecimiento de la Universidad Khazar. La importancia de alentar la nueva generación de especialistas en ciencias de humanidades fue priorizado por la universidad en 1992 y fueron fundados algunos departamentos.
La misión de la escuela es enseñar, conservar y divulgar los valores nacionales y culturales de nuestra herencia, apreciando la diversidad y saludando a los valores universales.
En 2005, la Escuela de Humanidades se transformó en la Escuela de Humanidades y las Ciencias Sociales. Actualmente, dicho departamento es la división más grande de la Universidad Jazar y propone los programas de bachillerato y licenciatura. Los estudiantes de EHCS tienen la oportunidad de obtener conocimientos y habilidades en varias disciplinas, incluso lenguas y literatura, política, asuntos internacionales, historia, periodismo, religión, filosofía. Además, se proponen los cursos de Sociología, Psicología y Antropología.
La facultad de EHCS consiste en los profesores y especialistas con sólida capacitación adquiridas en Europa Occidental y Norteamericano. La lengua básica de instrucción e investigación es inglés y currículum corresponde a los estándares de manejamiento de los institutos supremos en Oeste, los estudiantes, la facultad y las investigaciones son capaz de guardar el ritmo según desarrollos globales en sus campos de actividad, utilizando las mejores prácticas y comunicando con comunidades escolares en todo el mundo.

## Programas
Además de programas muy desarrollados de Bachillerato de Inglés/ la Literatura Inglesa, Traducción, Periodismo el Departamento Inglés y el de Lenguas Orientales y Religión ofrecen el Bachillerato de Arte inglés/árabe e inglés/persa. El Bachillerato de Arte en Periodismo/ Inglés es el programa interdepartamental ofrecido por el Departamento de Periodismo conjuntamente con el Departamento Inglés.
El Departamento de Ciencias Políticas y Relaciones Internacionales propone niveles de graduación en Ciencias Políticas en concentración de Teoría Política, estudios de Paz y Conflictos, estudios Aéreos, como estudios de Oriente Medio y Asuntos Públicos Europeos. El Departamento también ofrece programas de Relaciones Internacionales en ambos niveles de graduación.
Los programas en Maestría de Arte contiene la Lingüística, Estudios Aéreos, Ciencias Políticas, Relaciones Internacionales, Traducciones, El Periodismo y Relaciones Interlinguales.
Las preparaciones están en marcha para iniciar los niveles de graduación, asignaturas principales y secundarias de Filosofía, Psicología, Artes Aplicados, Música, etc.

## Programas de Bachillerato
- Bachillerato de Arte en Inglés/Árabe
- Bachillerato de Arte en inglés / Persa
- Bachillerato de Arte en inglés, Traducción/Árabe
- Bachillerato de Arte en inglés, Traducción/ Persa
- Bachillerato de Arte en Periodismo / Inglés
- Bachillerato de Arte Programa de Ciencias Políticas
- Bachillerato de Arte en Estudios Aéreas
- Bachillerato de Arte en Psicología
- Bachillerato de Arte en Enseñanza de inglés

## Programa de licenciatura
Los bachilleratos admitidos en Programa de licenciatura deben ingresar en Maestría que sirve de fase primaria del programa Ph.D. Dichos programas son establecidos para los estudiantes con gran interés de investigación en esfera adecuada.
Programas de Maestría y Ph.D. cubren siguientes áreas principales:
- Literatura y Lengua Inglesa
- Lingüística (aplicada/ general)
- Estudios Áreos ( Estudios Asiáticos, Europeos, Oriente Medio, Americanos, etc)
- Relaciones Internacionales
- Ciencias Políticas
- Traducción
- Teoría de Traducción y las relaciones interlinguales
- Periodismo
- Literatura Mundial/ Literatura Comparativa

## La cualidad de educación
La facultad de EHCS consiste en los profesores y especialistas con sólida capacitación adquirida en Europa Occidental y Norteamericano. La lengua básica de instrucción e investigación es inglés y currículum corresponde a los estándar de manejamiento de los institutos supremos en Oeste, los estudiantes, la facultad y las investigaciones son capaz de guardar el ritmo según desarrollos globales en sus campos de actividad, utilizando las mejores prácticas y comunicando con comunidades escolares en todo el mundo. Sus programas son muy respetados y reconocidos por región.

## Alumnado
Los graduados de EHCS son muy respetados tanto en Azerbaiyán como en todo el mundo. Ellos sirven para estado e institutos sociales. Entre los empleadores nacionales están en primer lugar la Administración Presidencial, el Ministerio de Asuntos Exteriores, el Ministerio de Asuntos Interiores, y el Ministerio de Educación.